# Miniatürk
Miniatürk è un parco in miniatura che si trova a Istanbul, in Turchia. È stato aperto il 2 maggio 2003. Si estende per un'area totale di 60.000 m². È il parco in miniatura più grande del mondo con la sua area (15.000 m²) di modelli. Esso ha 40.000 m² di spazio aperto, 3.500 m² di area coperta, 2.000 m² di piscine e vie d'acqua, e un parcheggio con una capienza di 300 auto.
Il parco contiene 136 modelli costruiti in scala 1/25. 60 delle strutture sono di Istanbul, 63 sono dell'Anatolia e 13 sono dei territori Ottomani che oggi sono fuori della Turchia. Vi sono rappresentati anche edifici storici come il tempio di Artemide ad Efeso e il mausoleo di Mausolo ad Alicarnasso (oggi Bodrum).
Spazio aggiuntivo è stato riservato per potenziali modelli futuri.